# 刘从文
刘从文（？—1950年9月28日 ），为中共晋察冀军区的一名炊事员。同时是国民政府军统局特务，任上尉谍报员。1949年中共佔領保定后，从缴获的国民政府特務档案中查悉刘从文的身份，经战时简易审判后于1950年被解放军华北军法处决。

## 生平

### 早年
早年曾当过店员、小贩、及在江西当修建铁路的苦力。抗日战争爆发后，参加了共產黨领导的抗日义勇军，后在新乐县作战负伤回家。1939年9月由人介绍到晋察冀军区供给部合作社当炊事员。后来调到军区司令部小伙房当炊事员、上士、司务长。

### 被策反
晋察冀军区司令部管理处在阜平县王快镇开设烟厂，烟厂经理孟宪德被国民政府特务策反。其后，刘从文被策反，两人被任命为上尉谍报员，孟宪德曾将几包毒药交给刘从文，试图暗杀聂荣臻和其它领导人。但因刘从文擔心失敗，而未下手。
1948年4月11日，中共中央和毛泽东到达阜平的城南庄。孟德宪和刘从文向外转递了情报，导致5月18日国军空军对城南庄发动空袭。此次轰炸未造成人员伤亡。
有说刘从文企图通过投毒方式暗杀毛泽东，失败后转而向军统局报告毛泽东行踪及城南庄地形图。在聂荣臻的回忆录中，只提及刘在毛泽东到达前曾企图毒害自己及其他领导人。同时聂荣臻在毛泽东到达城南庄后，指派专人为他单独做饭，其它人员无法接触。

### 结局
城南庄事件后，刘从文并未暴露身份。其后，解放军攻占大同、保定，通过查阅繳獲档案，才查清事情原委。刘从文被揭发真实身份后于1950年9月28日被解放军华北军区军法处判处死刑并于同日处决。

## 影视形象
- 2008年电视《东方红1949》中，由左百学饰演刘从文。
- 2009年电影《建国大业》中，由张涵予饰演刘从文。